# 毛罗·凯科利
毛罗·凯科利（義大利語：Mauro Checcoli，1943年3月1日—），意大利男子马术运动员。他曾代表意大利参加1964年、1968年和1984年夏季奥林匹克运动会马术比赛，共获得二枚金牌。